# Arhitektura u 1755.
◄◄ | ◄ | 1752. | 1753. | 1754. | 1755.  | 1756. | 1757. | 1758. | ► | ►►
Arhitektura • Astronomija • Biologija • Glazba • Kazalište • Kemija • Kiparstvo • Knjige • Književnost • Kršćanstvo • Medicina • Politika • Pravo • Promet • Slikarstvo • Znanost
Arhitektura u 1755.

## Hrvatska i u Hrvata

### Zgrade i druge građevine
- Saborna crkva Vavedenja Presvete Bogorodice u Plaškom

## Vanjske poveznice
|  | Zajednički poslužitelj ima još gradiva o temi Arhitektura u 1750-im |